# Tattica navale
La tattica navale è un insieme di comportamenti che vengono messi in atto nel corso di combattimenti fra navi da guerra. Essa è l'equivalente della tattica militare nei combattimenti di terra.
La tattica navale militare è diversa dalla strategia. La tattica concerne i movimenti che il comandante compie nel corso di una battaglia in presenza di un nemico. La strategia, invece, riguarda le iniziative che vengono messe in atto per conseguire una vittoria ed i movimenti tramite i quali un comandante si assicura il vantaggio di combattere nel posto più confacente alla propria flotta.

## L'evoluzione delle tattiche in mare
Le tattiche navali si sono evolute di pari passo con l'evoluzione e lo sviluppo della tecnologia navale e l'evoluzione conseguente del modo di fare la guerra. Tale evoluzione può essere meglio compresa se si divide la storia navale in quattro periodi:
- Tattiche navali del tempo delle galee. Tattiche adottate fino al tempo della battaglia di Lepanto (1571), l'ultima grande battaglia in cui dominarono le grandi galee a remi (informazioni a proposito di questo periodo sono disponibili nell'apposita sezione della voce guerra medievale).
- Tattiche navali del tempo delle vele. La comparsa della nave a vela nel tardo XVI secolo condusse all'avvento della linea di battaglia e lo sviluppo delle navi adatte a questa tattica. L'età della vela vide anche lo sviluppo dei convogli allo scopo di difendere il commercio.
- Tattiche navali nell'epoca delle navi a vapore. Lo sviluppo dei motori a vapore, della polvere da sparo moderna, dei proiettili esplosivi a metà del XIX secolo, resero obsolete le navi a vela. Nuove tattiche vennero sviluppate per i grandi cannoni delle navi da battaglia. Le mine, le torpedini, i sottomarini e gli aerei costituirono altrettante minacce, ognuna delle quali andava contrastata con delle tattiche diverse. Nacque così la guerra antisommergibile e l'uso del fumo artificiale. Dalla fine della trazione a vapore, le portaerei ed i sottomarini hanno sostituito le navi da battaglia come la maggior parte delle unità navali della flotta.
- Tattiche navali moderne dell'epoca dei missili. L'era moderna inizia con la sostituzione dei cannoni con i missili, dopo la seconda guerra mondiale.

| Controllo di autorità | Thesaurus BNCF 49840 · LCCN (EN) sh85090410 · BNF (FR) cb12647569b (data) · J9U (EN, HE) 987007562901305171 |